# خرونیمو باربادیو
خرونیمو باربادیو (اسپانیایی: Gerónimo Barbadillo‎؛ زادهٔ ۲۹ سپتامبر ۱۹۵۴) بازیکن فوتبال اهل پرو بود.
از باشگاه‌هایی که در آن بازی کرده‌است می‌توان به باشگاه فوتبال اودینزه، باشگاه فوتبال آولینو، و باشگاه فوتبال تیگرس اونال اشاره کرد.
وی همچنین در تیم ملی فوتبال پرو بازی کرده‌است.